# Kedungsari (Ligung)
Kedungsari is een bestuurslaag in het regentschap Majalengka van de provincie West-Java, Indonesië. Kedungsari telt 1480 inwoners (volkstelling 2010).